# She's No You
She's No You é o segundo single de Jesse McCartney do seu álbum de estréia, Beautiful Soul. Foi lançada em 2005. McCartney, que co-escreveu a canção, diz que ele estava em um caffeine "buzz", quando ele escreveu isso, e daí o ritmo acelerado. Essa canção também faz parte do CD da estrela teen da Disney, Miley Cyrus, no CD Hannah Montana OST.

## Faixas
Versão austrialiana/neozelandesa - CD single
1. "She's No You"
2. "Take Your Sweet Time" (Sugar Mix)

EUA 12" remixes single
1. "She's No You" (featuring Fabolous) – 3:37
2. "She's No You" (Instrumental) – 3:36
3. "She's No You" (A cappella) – 3:35
4. "She's No You" (Radio) – 3:05

## Vídeo
O vídeo foi filmado em preto e branco. Também estrela sua ex-namorada Katie Cassidy, que ele estava namorando no momento. O vídeo é basicamente Jesse tentando encontrar Katie. Perto do final do vídeo ele a encontra. Ela corre até ele e os dois gozam de um longo beijo. Eles pegam um táxi e depois vão para casa.